# 許田重発

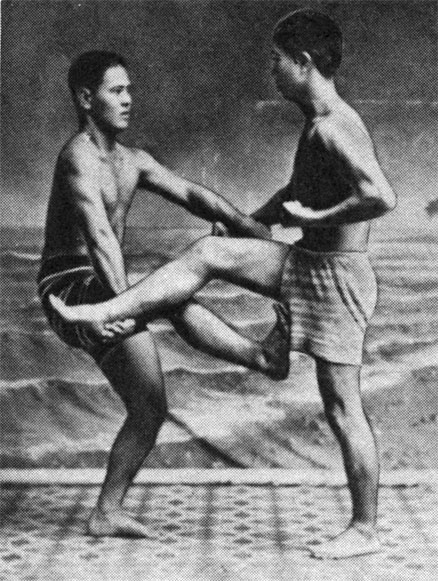
宮城長順と組手練習をする若き日の許田（右）

許田 重発（きょだ じゅうはつ、1887年12月5日 - 1968年8月31日）は、那覇手中興の祖といわれる東恩納寛量の高弟の一人であり、東恩流の開祖。

## 経歴
1887年（明治20年）12月5日生。父は那覇士族、新参鄭氏八世の許田重興と母・恩戸の四男。幼名は小樽小（スターグヮー）といい、成人してからは小樽兄(スターチ）と呼ばれた。母は新参慎氏の東恩納寛榮の姉である。許田重発の姉・真鶴は寛榮の息子・寛静に嫁いでいる。
許田は父の知人で慎氏の「西の東恩納」こと那覇手の大家東恩納寛量に15歳の頃から唐手（現・空手）を師事した。それ以前に母の親戚である「東の東恩納」こと東恩納寛裕にも師事している。
許田は師範学校を卒業後、教師の道を歩み泊や那覇の尋常小学校に勤務する傍ら唐手の修行を続けた。那覇尋常小学校在職当時の校長は東恩納寛裕の長男寛文であり同僚に船越義珍がいた。後に許田は沖縄県立第二中学校（現・那覇高等学校）の唐手部初代師範をつとめた。
1923年（大正12年)頃、許田は「空手研究倶楽部」で宮城長順、摩文仁賢和、本部朝基、呉賢貴などと共に研究し、東恩納寛量の型だけに拘らず、あらゆる空手の技と道を極めることに積極的に取組んだ。
1934年（昭和9年）、大日本武徳会沖縄支部の唐手教師嘱託に任命された。
1939年（昭和14年）6月、大日本武徳会沖縄支部武徳殿開殿式において大日本武徳会長、林銑十郎（はやし　せんじゅうろう）陸軍大将以下関係者を招いて行われた記念演武会で「スーパーリンペイ」の型を演武。この演武の前には宮城長順が「轉掌」の型を演武している。
戦中、許田は大分県竹田市に疎開し、戦後は、竹田でも近所の若者に指導しおり、福岡の上原優希徳（三郎）もサンチンの指導を受けに行っている。
1968年（昭和43年）8月31日別府市で死去。享年81。許田の弟子には、伊良波長幸、村上勝美、許田重光、大西栄三神崎和也などがいる。